# Prefettura di Meknès
La prefettura di Meknes è una prefettura del Marocco, parte della regione di Fès-Meknès, formatasi nel 2003 dall'unione delle prefetture di Meknes-El Menzeh e Al Ismaïlia. 

## Geografia antropica

### Suddivisioni amministrative
La prefettura di Meknes consta di sei municipalità e 18 comuni:

#### Municipalità
- Al Machouar-Stinia
- Boufakrane
- Meknès
- Moulay Driss Zerhoun
- Ouislane
- Toulal

#### Comuni
- Ain Jemaa
- Ain Karma
- Ain Orma
- Ait Ouallal
- Charqaoua
- Dar Oum Soltane
- Dkhissa
- Haj Kaddour
- Karmet Ben Salem
- Majjate
- M'Haya
- Mrhassiyine
- N'Zalat Bni Amar
- Oualili
- Oued Jdida
- Oued Rommane
- Sidi Abdallah al Khayat
- Sidi Slimane Moul al Kifane